# L’Aldea
L’Aldea település Spanyolországban, Tarragona tartományban. L’Aldea Tortosa, Camarles, Deltebre és Amposta községekkel határos. Lakosainak száma 4471 fő (2024).

## Népesség
A település népessége az elmúlt években az alábbi módon változott:
| Lakosok száma | 3390 | 3524 | 3693 | 3966 | 4513 | 4414 | 4250 | 4160 | 4160 | 4471 |
|               | 1986 | 2002 | 2005 | 2008 | 2011 | 2013 | 2016 | 2019 | 2021 | 2024 |